# جيك نيوتن (لاعب كرة قدم)
جيك نيوتن (بالإنجليزية: Jake Newton)‏ هو لاعب كرة قدم غياني، ولد في 9 يونيو 1984 في هامرسميث في المملكة المتحدة. شارك مع منتخب غيانا لكرة القدم. أما مع النوادي، فقد لعب مع هافانت أند ووترلوفيل.

## وصلات خارجية
- جيك نيوتن على موقع الاتحاد الدولي (مؤرشف)  (الإنجليزية)
- جيك نيوتن على موقع قاعدة بيانات كرة القدم.إي يو (الإنجليزية)
- جيك نيوتن على موقع ناشيونال فوتبول تيمز (الإنجليزية)